# 埼玉県道283号下小鹿野吉田線
埼玉県道283号下小鹿野吉田線（さいたまけんどう283ごう しもおがのよしだせん）は、埼玉県秩父郡小鹿野町から同県秩父市吉田地区に至る都道府県道である。

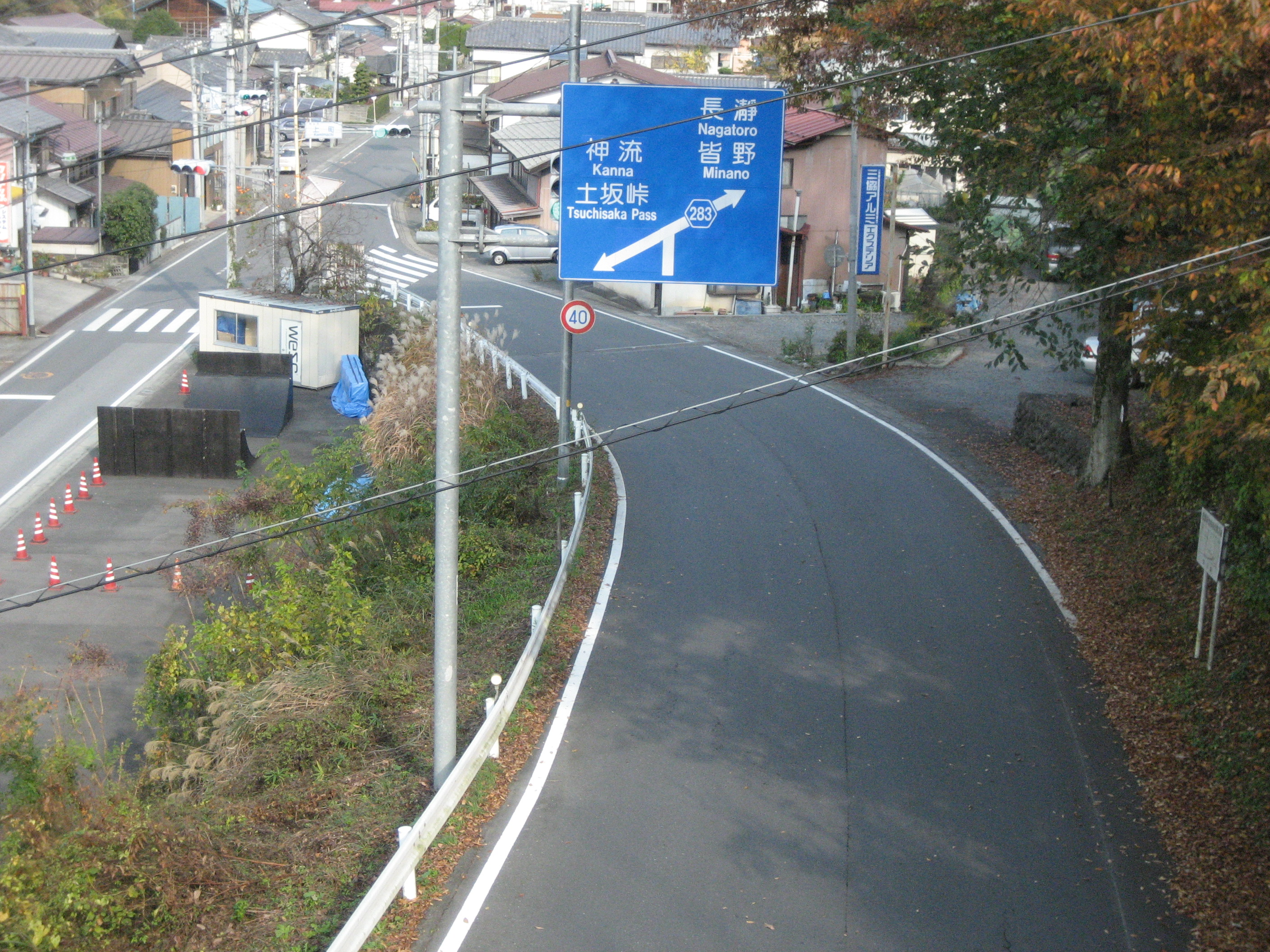
秩父市内

## 路線概要
- 起点：埼玉県秩父郡小鹿野町下小鹿野（国道299号交点）
- 終点：埼玉県秩父市下吉田（埼玉県道37号皆野両神荒川線交点）
- 総距離：4,276m

## 通過する自治体
- 埼玉県
  - 秩父郡小鹿野町 - 秩父市

## 接続・交差する道路
- 国道299号
- 埼玉県道37号皆野両神荒川線

## 沿線
- 秩父市立吉田小学校
- 吉田町立歴史民俗資料館(旧武毛銀行本店)